# Герб Борівського
Герб Борівського — офіційний геральдичний символ селища Борівське Луганської області. Затверджений рішенням Борівської селищної ради від 21 серпня 2017 року № 173.

## Опис
Великий герб селища Борівське є трехпоясний щит французької форми - прямокутник, основа якого має закруглені кути і виступ посередині вістрям вниз. Співвідношення ширини щита до його висоті 7:9.
На поле щита в золотому (головному) поясі: три сосни з оголеними коренями на піску представляють сосновий бір, що дав назву річці Борова (герб є промовистим), перевозу через Донець і історичного місця поселення предків нинішніх мешканців козаків-однодворців.
Блакитний пояс вгорі має хвилеподібно-зубчасту обляміву сріблом - символізує покров Богородиці над історичними землями козаків, свободу, торжество духу, безсмертя, а також багатство водних ресурсів - Донець й озера. У центрі поясу - схрещені в вигляді Андріївського хреста старовинна зброя козаків і однодворців: пищаль і шабля кінцями вгору, в тій же тинктурі як і олень.
У червоному поясі (червлені) - срібний плуг, символи землі та благородної праці на ріллі, тобто "В одному селищі мешканці - стародавні воїни, займаються у вільний час хліборобством".
У вільній частині срібний олень, в тій же тинктурі, що і зброя, із золотою стрілою в боці "уособлення душі, яка прагне до Бога і бореться з спокусами" - давній символ козацтва, який дав назву горам на правому березі Дінця - Оленячі гори.
Щит увінчаний червоною тризубовою баштовою короною - відповідний ранг не повітового, тобто заштатного міста (містечка) і обрамлений зеленими гілками дуба (символ вірності), з'єднаними срібною стрічкою і шістьма золотим колоссями.